# Ratownictwo medyczne
Ratownictwo medyczne – zespół działań specjalistycznych pomocy doraźnej, udzielanych w celu ratowania życia i zdrowia ludzkiego w razie nagłych wypadków i zachorowań.